# 馬科韋齊克
49°26′33″N 30°39′10″E / 49.44250°N 30.65278°E
馬科韋茨凱（烏克蘭語：Маковецьке）是位於烏克蘭北部的村莊，由基辅州白采爾克瓦區的塔拉夏市鎮負責管轄。該村始建於1900年，面積0.23平方公里，海拔高度203米，2001年人口8，人口密度每平方公里35.1人。